# This Is Radio Clash
This Is Radio Clash – trzynasty singel zespołu The Clash wydany 20 listopada 1981 przez firmę CBS.

## Lista utworów

### (wersja 7”)
1. „This Is Radio Clash” – 4:10
2. „Radio Clash” – 4:10

### (wersja 12”)
1. „This Is Radio Clash” – 4:10
2. „Radio Clash” – 4:10
3. „Outside Broadcast” – 7:23
4. „Radio Five” – 3:38

## Podstawowy skład
- Joe Strummer – wokal, gitara
- Mick Jones – gitara, wokal
- Paul Simonon – gitara basowa
- Topper Headon – perkusja